# Schloss Heinersdorf
Schloss Heinersdorf (polnisch Pałac Spalona) war ein Schloss in Heinersdorf, heute Spalona in der Gmina Kunice im Powiat Legnicki (Kreis Liegnitz), Woiwodschaft Niederschlesien.
In Heinersdorf, einer deutschen Gründung, die seit 1280 belegt ist, bestand ursprünglich eine Wasserburg, von der nach vielen Umbauten ein Herrenhaus übrigblieb. Um 1780 fand die letzte größere Umgestaltung statt, sodass das Gebäude den Übergang vom Barock zum Klassizismus widerspiegelt. Bis zur Reformation waren die von Beroldisdorf, von Sommerfeld, von Keul, von Redern und von Baumgarten Besitzer. Danach die von Rothkirch, von Richthofen, und um 1850 die von Wittgenstein, bis 1917 von Zwicklitz, bis 1929 die Güttlers. Von 1929 bis 1935 gehörte Heinersdorf dem Besitzer des benachbarten Gutes Jeschkendorf, bis 1945 Curt d'Idler.